# NGC 6101
NGC 6101 is een bolvormige sterrenhoop in het sterrenbeeld Paradijsvogel. Het hemelobject werd op 1 juni 1826 ontdekt door de Schotse astronoom James Dunlop.

## Synoniemen
- GCL 40
- ESO 69-SC4